# U-Bahn-Linie D (Prag)

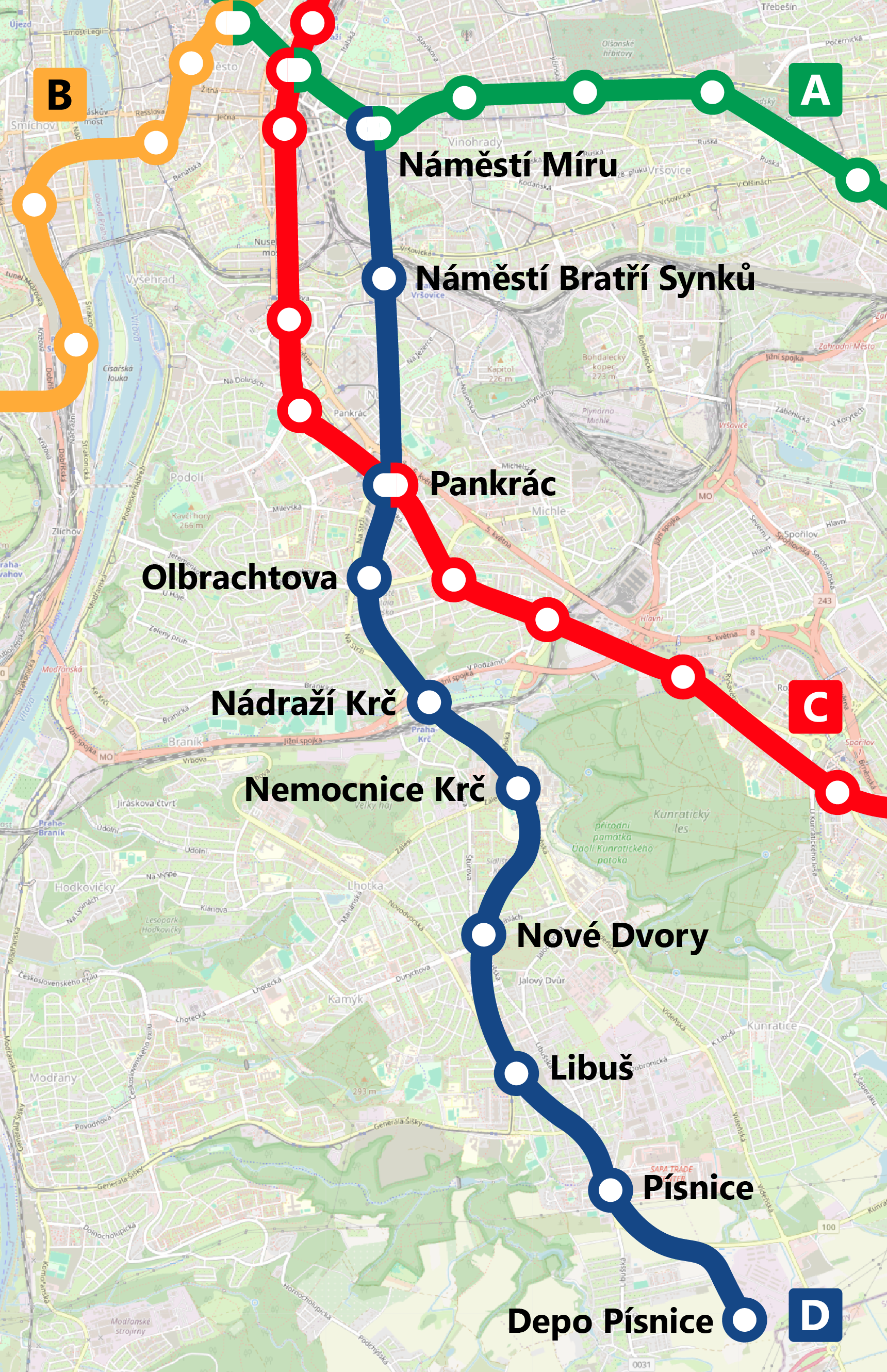
Karte der Metro Linie D

Die Linie D (tschechisch: Linka D) ist eine im Bau befindliche Linie der U-Bahn Prag, die die Bezirke Prag 4 und 12 im Süden der tschechischen Hauptstadt Prag bedienen wird. Die Bauarbeiten für den ersten Teil der Linie begannen im Jahr 2022.

## Geschichte
Der Bau der Linie D, die Náměstí Míru mit dem Gebiet von Nové Dvory verbindet, sollte ursprünglich 2010 beginnen. 2012 wurde eine Alternative vorgeschlagen, bei der auf den Bau eines Umsteigebahnhofs in Pankrác verzichtet und stattdessen die Linie C zwischen Nádraží Holešovice und Pankrác mitbenutzt werden sollte. Der Bau der Linie wurde 2013 von der Stadt Prag genehmigt und sollte ursprünglich zwischen 2017 und 2022 realisiert werden. Das Projekt umfasst eine 10,5 km lange Strecke mit zehn Stationen, die Náměstí Míru und Depo Písnice verbinden soll. Die Kosten wurden zunächst auf mindestens 25 Mrd. CZK geschätzt, im Jahr 2018 stiegen die Kosten auf 43 Mrd. CZK und im Jahr 2020 auf 73 Mrd. CZK. Im Juli 2015 wurde beschlossen, dass die Strecke fahrerlos sein wird.
Die Bauarbeiten für den Abschnitt Pankrác – Olbrachtova begannen im Jahr 2021 und sollen 2023 abgeschlossen sein. Die Eröffnung des Abschnitts Pankrác – Písnice ist für 2031 geplant. Neben dem Abschnitt von Pankrác nach Písnice soll der zweite Abschnitt der Linie D auch von Pankrác nach Náměstí Míru führen.

## Stationen
- Náměstí Míru (Anschluss zur Linie A)
- Náměstí bratří Synků
- Pankrác (Anschluss zur Linie C)
- Olbrachtova
- Nádraží Krč (Bahnhof Praha-Krč)
- Nemocnice Krč (Thomayer Universitäts Krankenhaus)
- Nové Dvory
- Libuš
- Písnice
- Depo Písnice